# Совкодзьоб жовтобровий
Совкодзьоб жовтобровий (Machaerirhynchus flaviventer) — вид горобцеподібних птахів родини Machaerirhynchidae. Раніше включався до родини монархових (Monarchidae).

## Поширення
Поширений на острові Нова Гвінея та австралійському півострові Кейп-Йорк. Мешкає у тропічних і субтропічних дощових лісах.

## Опис
Птах завдовжки 11-12,5 см, вагою 9-10 г. Верх голови, спина, крила, хвіст чорні. На хвості і крилах також є білі пір'їни. Від дзьоба через очі до потилиці проходить чорна смуга, яка відділена від чорного верху голови яскраво-жовтою смугою. Горло біле. Груди, черево, боки — жовті. Дзьоб і ноги чорні, очі темно-коричневі. Самці яскравіше забарвлені ніж самиці.